# Vandijkophrynus angusticeps
Vandijkophrynus angusticeps es una especie de anfibio anuro de la familia Bufonidae.

## Distribución geográfica
Esta especie es endémica de Sudáfrica. Habita en la provincia de Provincia Cabo Occidental y en el oeste de la Provincia Cabo Oriental desde el nivel del mar hasta 1500 m de altitud entre el mar y el Cinturón de Pliegues del Cabo.

## Publicación original
- Smith, 1848 : Illustrations of the Zoology of South Africa ; Consisting Chiefly of Figures and Descriptions of the Objects of Natural History Collected during an Expedition into the Interior of South Africa, in the Years 1834, 1835, and 1836 .... Vol. III. Reptilia. Part 27. London: Smith, Elder, & Co.[5]